# Municipio de Blue Grass
El municipio de Blue Grass (en inglés: Blue Grass Township) es un municipio ubicado en el condado de Scott en el estado estadounidense de Iowa. En el año 2010 tenía una población de 4006 habitantes y una densidad poblacional de 46,92 personas por km².

## Geografía
El municipio de Blue Grass se encuentra ubicado en las coordenadas 41°32′55″N 90°44′41″O / 41.54861, -90.74472. Según la Oficina del Censo de los Estados Unidos, el municipio tiene una superficie total de 85.37 km², de la cual 84,75 km² corresponden a tierra firme y (0,73 %) 0,62 km² es agua.

## Demografía
Según el censo de 2010, había 4006 personas residiendo en el municipio de Blue Grass. La densidad de población era de 46,92 hab./km². De los 4006 habitantes, el municipio de Blue Grass estaba compuesto por el 96,7 % blancos, el 0,9 % eran afroamericanos, el 0,35 % eran amerindios, el 0,35 % eran asiáticos, el 0,4 % eran de otras razas y el 1,3 % eran de una mezcla de razas. Del total de la población el 1,97 % eran hispanos o latinos de cualquier raza.